# L'Agence (émission de télévision)
Pour les articles homonymes, voir L'Agence (homonymie).
L'Agence, sous-titrée L'immobilier de luxe en famille, est une émission de télévision française, diffusée en France sur TMC et au niveau international sur Netflix, et produite par la société Réservoir Prod.
Elle suit le quotidien d'une famille, dont les six principaux membres sont agents immobiliers au sein d'une même agence de luxe.

## Production et organisation

### Tournage
L'émission est tournée durant six mois.

### Réalisation et production
L'émission est produite par la société de productions Réservoir Prod,.

## Principe
Le programme suit la famille Kretz : Majo (la grand-mère), Sandrine et Olivier (les parents) et Martin, Valentin, Louis et Raphaël (les quatre enfants), une famille d'agents immobiliers de luxe, tant dans leur vie professionnelle que personnelle,,. Leur agence se situe à Boulogne-Billancourt. 

## Audiences et diffusion

### Saison 1
En France, la saison 1 de l'émission est diffusée les jeudis, du 24 septembre 2020 au 8 octobre 2020. Un épisode dure environ 1 h (publicités incluses), soit une diffusion de 21 h 15 à 22 h 15, et de 22 h 15 à 23 h 15.
| Épisode | Diffusion               | Diffusion     | Audience moyenne          | Audience moyenne                       | Classement des audiences | Réf.  |
| Épisode | Jour                    | Horaire       | Nombre de téléspectateurs | Part de marché (sur les 4 ans et plus) | Classement des audiences | Réf.  |
| ------- | ----------------------- | ------------- | ------------------------- | -------------------------------------- | ------------------------ | ----- |
| 1       | Jeudi 24 septembre 2020 | 21:15 - 22:15 | 521 000                   | 2,8 %                                  | 10e                      | [ 5 ] |
| 2       | Jeudi 24 septembre 2020 | 22:15 - 23:30 | 521 000                   | 2,8 %                                  | 10e                      | [ 5 ] |
| 3       | Jeudi 1er octobre 2020  | 21:15 - 22:10 | 500 000                   | 2,5 %                                  | 10e                      | [ 6 ] |
| 4       | Jeudi 1er octobre 2020  | 22:10 - 23:15 | 500 000                   | 2,5 %                                  | 10e                      | [ 6 ] |
| 5       | Jeudi 8 octobre 2020    | 21:15 - 22:20 | 582 000                   | 2,6 %                                  | 10e                      | [ 7 ] |

La saison a été intégralement publiée sur Netflix le 23 juin 2021.

### Saison 2
| Épisode | Diffusion             | Diffusion     | Audience moyenne          | Audience moyenne                       | Classement des audiences | Réf.   |
| Épisode | Jour                  | Horaire       | Nombre de téléspectateurs | Part de marché (sur les 4 ans et plus) | Classement des audiences | Réf.   |
| ------- | --------------------- | ------------- | ------------------------- | -------------------------------------- | ------------------------ | ------ |
| 1       | Jeudi 13 janvier 2022 | 21:15 - 22:15 | 506 000                   | 2,3 %                                  | 11e                      | [ 9 ]  |
| 2       | Jeudi 13 janvier 2022 | 22:15 - 23:20 | 506 000                   | 2,3 %                                  | 11e                      | [ 9 ]  |
| 3       | Jeudi 20 janvier 2022 | 21:15 - 22:15 | 543 000                   | 2,6 %                                  | 11e                      | [ 10 ] |
| 4       | Jeudi 20 janvier 2022 | 22:15 - 23:25 | 543 000                   | 2,6 %                                  | 11e                      | [ 10 ] |
| 5       | Jeudi 27 janvier 2022 | 21:15 - 22:15 | 550 000                   | 2,7 %                                  | 11e                      | [ 11 ] |
| 6       | Jeudi 27 janvier 2022 | 22:15 - 23:35 | 550 000                   | 2,7 %                                  | 11e                      | [ 11 ] |

La saison a été intégralement publiée sur Netflix le 3 mars 2022.

### Saison 3
| Épisode | Diffusion             | Diffusion     | Audience moyenne          | Audience moyenne                       | Classement des audiences | Réf.   |
| Épisode | Jour                  | Horaire       | Nombre de téléspectateurs | Part de marché (sur les 4 ans et plus) | Classement des audiences | Réf.   |
| ------- | --------------------- | ------------- | ------------------------- | -------------------------------------- | ------------------------ | ------ |
| 1       | Jeudi 12 janvier 2023 | 21:15 - 22:15 | 598 000                   | 3,1 %                                  | 9e                       | [ 13 ] |
| 2       | Jeudi 12 janvier 2023 | 22:15 - 23:20 | 598 000                   | 3,1 %                                  | 9e                       | [ 13 ] |
| 3       | Jeudi 19 janvier 2023 | 21:15 - 22:05 | 696 000                   | 3,3 %                                  | 7e                       | [ 14 ] |
| 4       | Jeudi 19 janvier 2023 | 22:05 - 23:10 | 696 000                   | 3,3 %                                  | 7e                       | [ 14 ] |
| 5       | Jeudi 26 janvier 2023 | 21:15 - 22:05 | 706 000                   | 3,6 %                                  | 9e                       | [ 15 ] |
| 6       | Jeudi 26 janvier 2023 | 22:05 - 23:10 | 706 000                   | 3,6 %                                  | 9e                       | [ 15 ] |
| 7       | Jeudi 2 février 2023  | 21:25 - 22:15 | 685 000                   | 3,5 %                                  | 9e                       | [ 16 ] |
| 8       | Jeudi 2 février 2023  | 22:15 - 23:20 | 685 000                   | 3,5 %                                  | 9e                       | [ 16 ] |

La saison a été intégralement publiée sur Netflix le 29 mars 2023 en France, en Belgique, au Luxembourg et aux Pays-Bas, et le 24 mai 2023 au niveau international.

### Saison 4
| Épisode | Diffusion              | Diffusion     | Audience moyenne          | Audience moyenne                       | Classement des audiences | Réf.   |
| Épisode | Jour                   | Horaire       | Nombre de téléspectateurs | Part de marché (sur les 4 ans et plus) | Classement des audiences | Réf.   |
| ------- | ---------------------- | ------------- | ------------------------- | -------------------------------------- | ------------------------ | ------ |
| 1       | Jeudi 7 décembre 2023  | 21:25 - 22:20 | 564 000                   | 2,8 %                                  | 9e                       | [ 18 ] |
| 2       | Jeudi 7 décembre 2023  | 22:20 - 23:20 | 564 000                   | 2,8 %                                  | 9e                       | [ 18 ] |
| 3       | Jeudi 14 décembre 2023 | 21:25 - 22:20 | 633 000                   | 3,2 %                                  | 9e                       | [ 19 ] |
| 4       | Jeudi 14 décembre 2023 | 22:20 - 23:20 | 633 000                   | 3,2 %                                  | 9e                       | [ 19 ] |
| 5       | Jeudi 21 décembre 2023 | 21:25 - 22:20 | 687 000                   | 3,6 %                                  | 7e                       | [ 20 ] |
| 6       | Jeudi 11 janvier 2024  | 21:25 - 22:20 | 602 000                   | 3,1 %                                  | 9e                       | [ 21 ] |
| 7       | Jeudi 18 janvier 2024  | 21:25 - 22:20 | 531 000                   | 2,8 %                                  | 8e                       | [ 22 ] |
| 8       | Jeudi 25 janvier 2024  | 21:25 - 22:20 | 531 000                   | 2,8 %                                  | 9e                       | [ 23 ] |
| 9       | Jeudi 1er février 2024 | 21:25 - 22:20 | 543 000                   | 2,9 %                                  | 7e                       | [ 24 ] |
| 10      | Jeudi 8 février 2024   | 21:25 - 22:20 | 584 000                   | 3,2 %                                  | 10e                      | [ 25 ] |

La saison a été intégralement publiée sur Netflix le 23 février 2024 en France, et le 20 mai 2024 au niveau international.

### Saison 5
| Épisode | Diffusion              | Diffusion     | Audience moyenne          | Audience moyenne                       | Classement des audiences | Réf.   |
| Épisode | Jour                   | Horaire       | Nombre de téléspectateurs | Part de marché (sur les 4 ans et plus) | Classement des audiences | Réf.   |
| ------- | ---------------------- | ------------- | ------------------------- | -------------------------------------- | ------------------------ | ------ |
| 1       | Jeudi 5 décembre 2024  | 21:25 - 22:20 | 739 000                   | 3,9 %                                  | 7e                       | [ 28 ] |
| 2       | Jeudi 5 décembre 2024  | 22:20 - 23:25 | 739 000                   | 3,9 %                                  | 7e                       | [ 28 ] |
| 3       | Jeudi 12 décembre 2024 | 21:25 - 22:30 | 660 000                   | 3,6 %                                  | 8e                       | [ 29 ] |
| 4       | Jeudi 19 décembre 2024 | 21:25 - 22:25 | 693 000                   | 3,7 %                                  | 8e                       | [ 30 ] |
| 5       | Jeudi 9 janvier 2025   | 21:25 - 22:20 | 598 000                   | 3,2 %                                  | 8e                       | [ 31 ] |
| 6       | Jeudi 16 janvier 2025  | 21:25 - 22:20 | 699 000                   | 3,7 %                                  | 7e                       | [ 32 ] |
| 7       | Jeudi 23 janvier 2025  | 21:25 - 22:20 | 608 000                   | 3,3 %                                  | 6e                       | [ 33 ] |
| 8       | Jeudi 30 janvier 2025  | 21:25 - 22:20 | 517 000                   | 2,8 %                                  | 8e                       | [ 34 ] |

Légende :
- plus hauts scores d'audiences
- plus bas scores d'audiences